# Dudeney-Nunatakker
Die Dudeney-Nunatakker sind eine Gruppe von Nunatakkern im westantarktischen Ellsworthland. Die Gruppe erstreckt sich in nord-südlicher Ausrichtung über eine Länge von 12 km und eine Breite von 5 km in den Sweeney Mountains. Zu ihnen gehört Mount Edward.
Das UK Antarctic Place-Names Committee benannte sie 2020 nach dem britischen Physiker John Dudeney (* 1945), der ab 1966 für den British Antarctic Survey tätig war, dabei 1967 und 1968 auf der Faraday-Station tätig war und von 1999 bis 2005 der britischen Delegation zum Antarktisvertrag angehörte.